# Klabauter Theater
Das Klabauter Theater ist ein professionelles inklusives Theater in Hamburg.

## Organisation
Das Klabauter Theater befindet sich in der Nähe des Berliner Tors und der Hochschule für Angewandte Wissenschaften Hamburg im Hamburger Stadtteil Borgfelde. Träger des Theaters ist die rechtsfähige Stiftung des bürgerlichen Rechts Das Rauhe Haus. Das Theater bietet Sitzplätze für etwa 80 Personen. Das Klabauter Theater ist eine der wenigen off-Bühnen Hamburgs. Es erhält Zuwendungen als Privattheater der Stadt Hamburg. Das Theater wurde 1998 gegründet und ist eines der ältesten und bekanntesten professionellen inklusiven Theater Deutschlands.

## Ensemble und Produktionen
Das Ensemble besteht aus fest engagierten hauptberuflichen Schauspielern und wird bei Bedarf durch Gastschauspieler aus der Freien Szene ergänzt. Zu den bekanntesten Schauspielerinnen der Bühne gehört Agnes Wessalowski. Neben klassischen und zeitgenössischen Theaterstücken verwirklicht das Ensemble eigene Stücke. Die Künstlerische Leiterin hat die Theaterwissenschaftlerin und Dramaturgin Karin Nissen-Rizvani. Neben regelmäßigen Eigenproduktionen gibt das Ensemble auch Gastspiele und nimmt an Festivals teil.

## Entstehung
1993 entstand durch eine Kooperation des Hamburger Thalia Theaters mit dem Verein Leben mit Behinderung Hamburg ein Theaterprojekt. Die Schauspielerin, Autorin und Regisseurin Astrid Eggers wurde mit der Leitung der damaligen Laien-Gruppe beauftragt. Die Gruppe führte jährlich Produktionen im Thalia in der Kunsthalle auf. Die ersten Aufführungen fanden im Hamburger Rudolf-Steiner-Haus statt. Unter der Trägerschaft der Stiftung Das Rauhe Haus und Unterstützung der Behörde für Arbeit, Gesundheit und Soziales der Freien und Hansestadt Hamburg wurde 2018 das Klabauter Theater unter der Leitung von Astrid Eggers gegründet. 2006  wurde in einem leerstehenden Gemeindezentrum der Erlöserkirche in Borgfelde der ehemalige Gemeindesaal in einen eigenen Theatersaal verwandelt werden, der seitdem als Spielstätte dient.

## Auszeichnungen (Auswahl)
- 2018: Die Deutsche Bühne kürte das Klabauter Theater zum besten Theater in der Kategorie Freie Szene.[13]
- 2018: Publikumspreis Körber Studio Junge Regie[13]

## Rezeption (Auswahl)
- Michael Laages von der die ältesten deutschen Theaterzeitschrift Die Deutsche Bühne meint zum Klabauter Theater: „Hier arbeiten Menschen mit Behinderung regelmäßig am Ausdruck der eigenen Persönlichkeit auf der Theaterbühne. Gegründet vor 20 Jahren, fiel es gerade auf in einer außerordentlichen Produktion, die vom Salzburger Thomas Bernhard Institut zum Körber Studio Junge Regie nach Hamburg kam – und mit dem Publikumspreis ausgezeichnet wurde.“[13]